# Vägaren 23

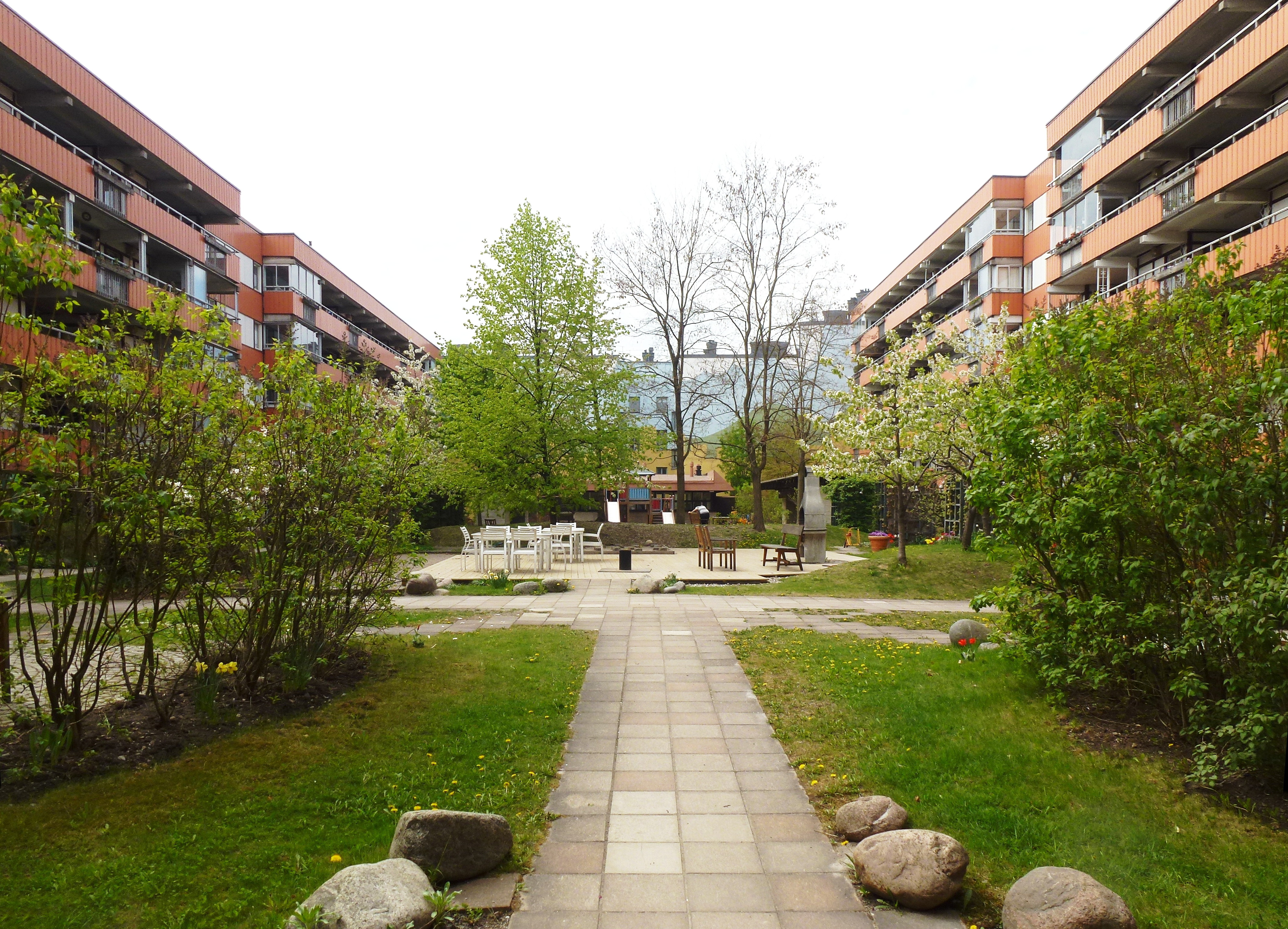
Fastighetens innergård i maj 2013.

Vägaren 23 är en fastighet vid Folkungagatan 60–66 på Södermalm i Stockholm. Huset byggdes 1971–1973 inom ramen för miljonprogrammet och ritades av arkitekt Bengt Lindroos. Det väldiga komplexet med sina orangefärgade, plåtklädda fasader kallas i folkmun Orangea huset. Byggnaden har kritiserats för sitt utseende och flera gånger utnämnts till "Stockholms fulaste byggnad". 

## Kvarteret

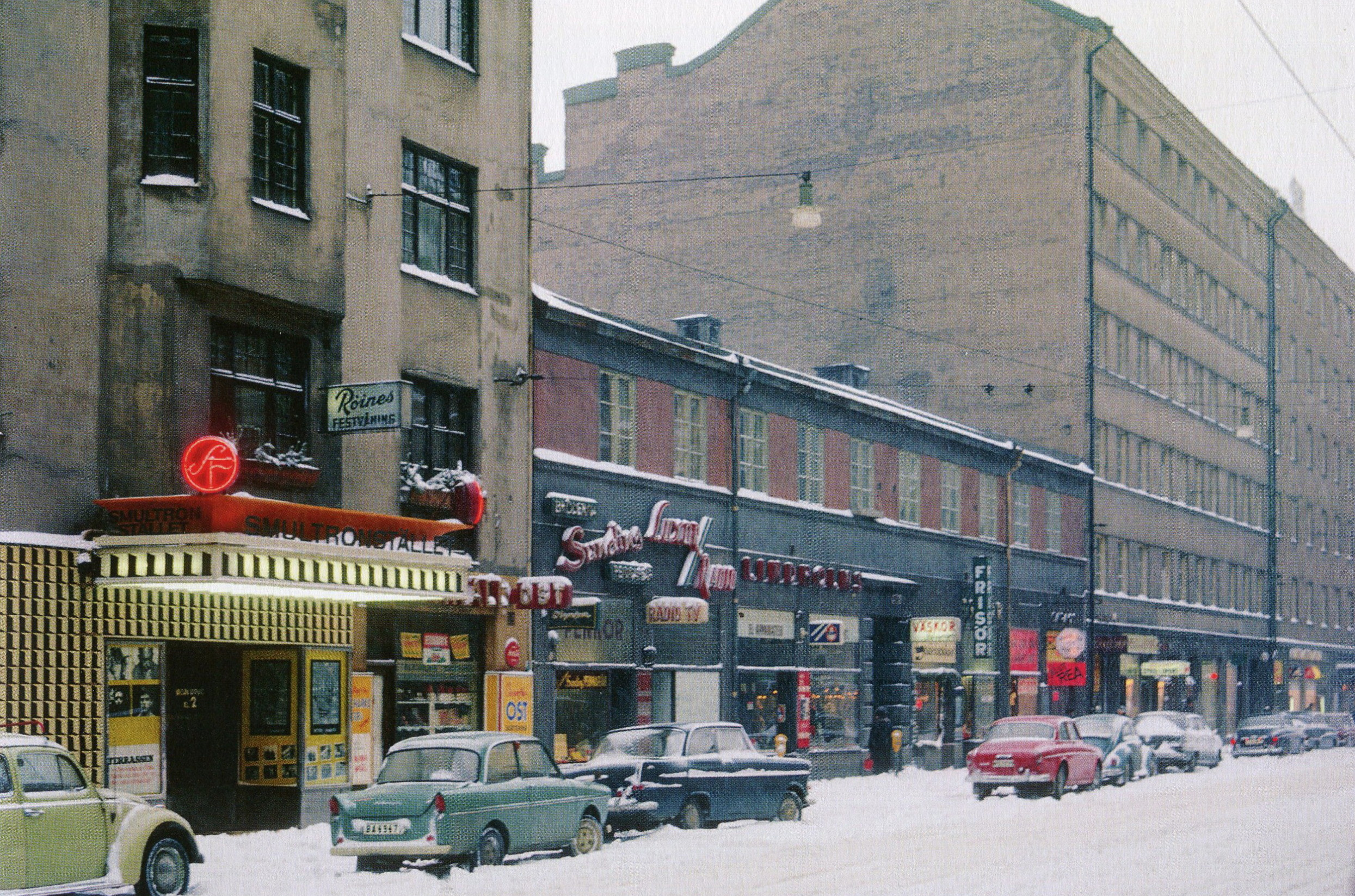
Folkungagatan 56-58 år 1966.

Kvarteret Vägaren omges av Götgatan i väst, Folkungagatan i norr, Östgötagatan i öst och Kocksgatan i syd. Namnet omtalas 1648 som "Wägharen". Här låg källaren Hamburg som revs 1912, på dess plats uppfördes 1928 Göta Lejon i västra delen av kvarteret, mot Götgatan. Även Neumüllers Bryggeri hade lokaler i kvarteret, samt biografen Smultronstället. Östra delen av Vägaren upptas sedan 1974 av ett stort bostadshus med butiker i bottenvåningen.

## Bostadshuset, Vägaren 23

### Bakgrund
Enligt stadsdelsprogrammet för Södermalm Söder 67 fanns planer på att kvarteret skulle rymma Södermalms första parkeringshus med plats för 1000 bilar samt bensinstation, dansrestaurang, butiker och bowlinghall. Uppdraget att rita huset gick till arkitekt Bengt Lindroos. Bygget försenades och som en följd av omfattande protester skrinlades både "Söder 67" och parkeringshuset i kvarteret Vägaren. Kvarteret skulle istället innehålla bostäder samt butiker, och Lindroos fick skrota sina ritningar och börja om på nytt.

### Byggnad

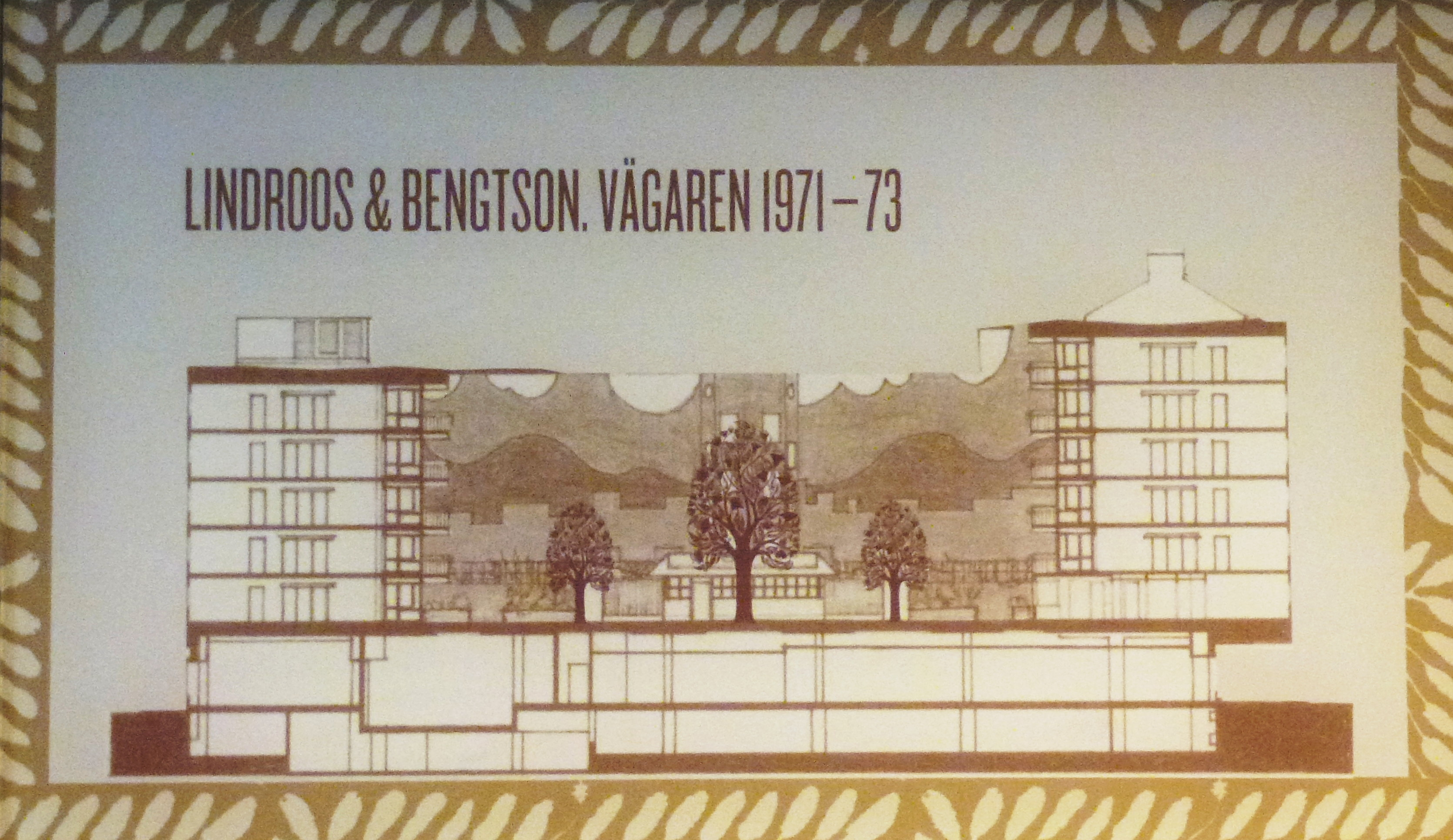
Sektionsritning.

På källarvåningen och en förhöjd bottenvåning som innehåller butiker reser sig sex bostadsplan mot Folkungagatan och fem mot Kocksgatan. Byggarbetena började 1971. Men projektet stod under ekonomisk press och flera av Lindroos idéer utfördes aldrig. Bland annat stoppades planerna på att låta huset vila på ett antal pelare mot Folkungagatan, vilket skulle ge ett luftigare intryck. Men det skulle stjäla för mycket butiksyta och avvisades, istället blev butiksfasaden mot Folkungagatan indragen några meter. Fönstren gjordes också mindre än arkitekten önskat; energisparande var ett argument.
Den största exteriöra förändringen blev fasadbeklädnaden med orangefärgad trapetskorrugerad plåt, som Lindroos ritade i olika riktningar och med olika djupa korrugeringar för att få mera liv i fasaden. Bengt Lindroos själv hade tänkt sig en kopparfasad. Han kände sig motarbetad och funderade till och med på att lämna projektet. Men han kunde få igenom välplanerade lägenheter och en planterad innergård med daghem, lekplats och fritidsgård. Lägenheternas öppna planlösning med ett centralt placerat kök var ett nytt grepp och Lindroos första försök i den vägen. Längs med fasaden mot gården finns loftgångar och altaner för familjerna, och brandgaveln mot Göta Lejon bär en stor fasadmålning visande ett landskapsmotiv med en ständigt lika blå himmel. Lindroos såg till att den kom på plats. 1974 var huskomplexet med en totalyta av 16 000 m² inflyttningsklart.

### Bilder, gatufasader

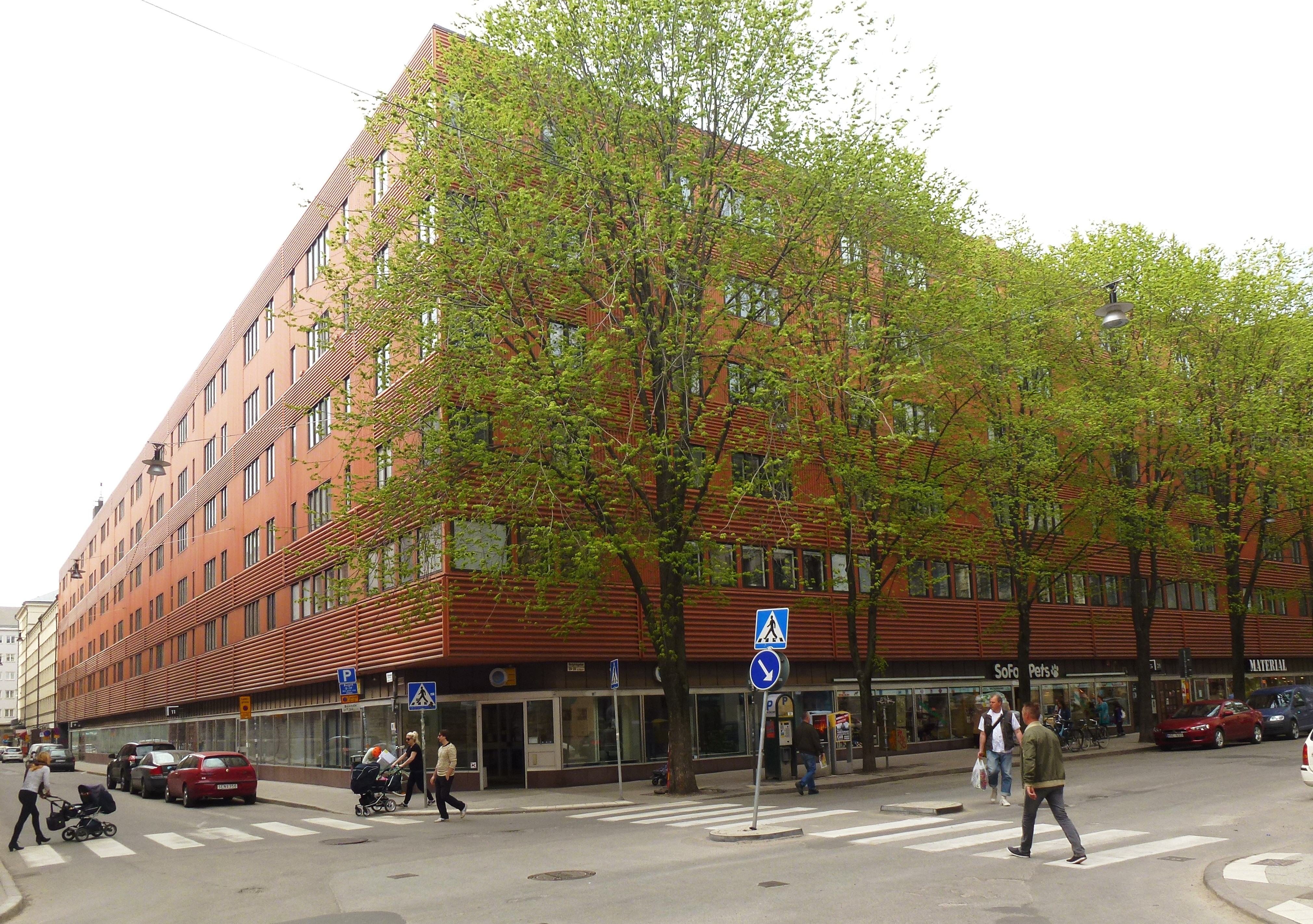
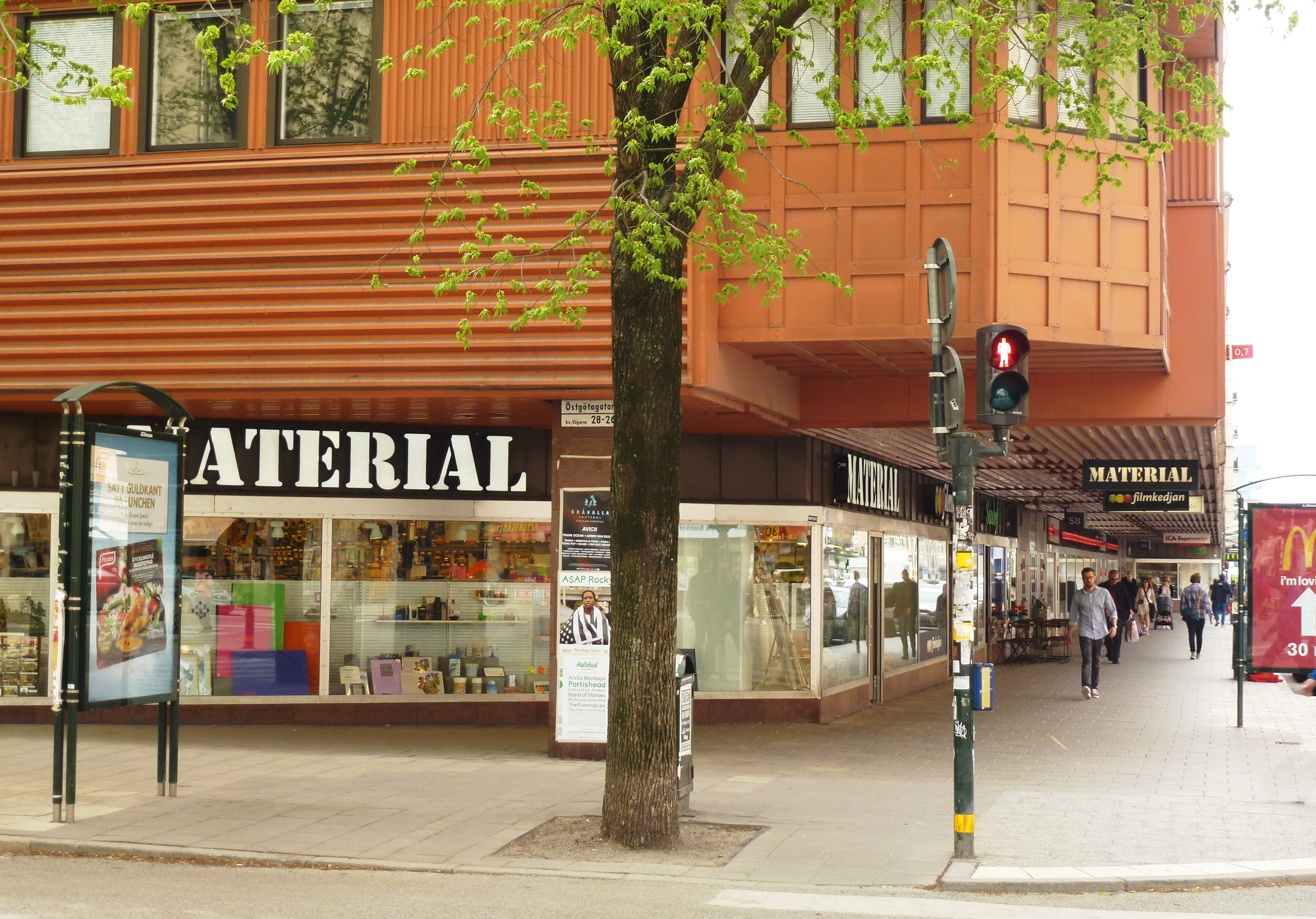
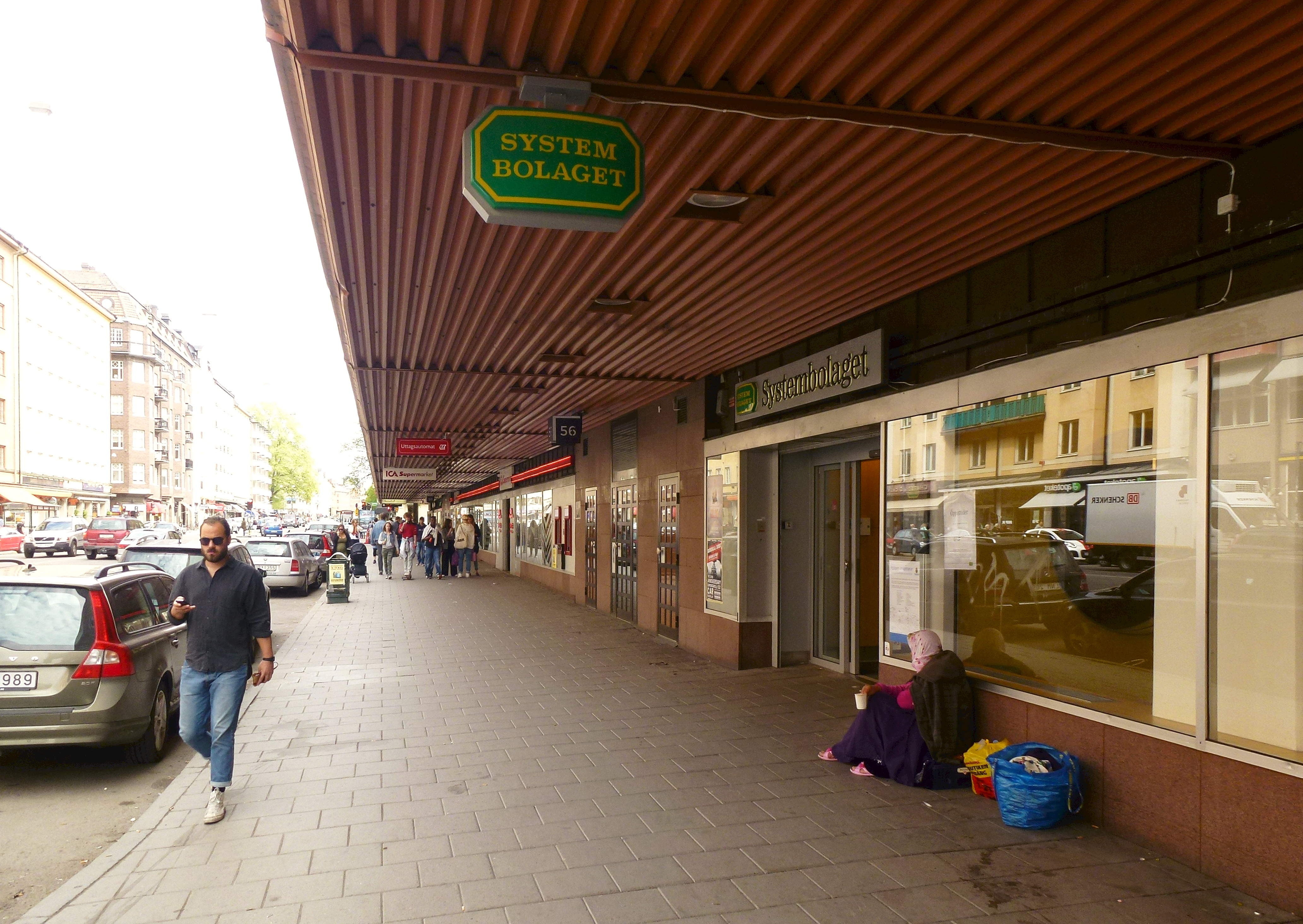
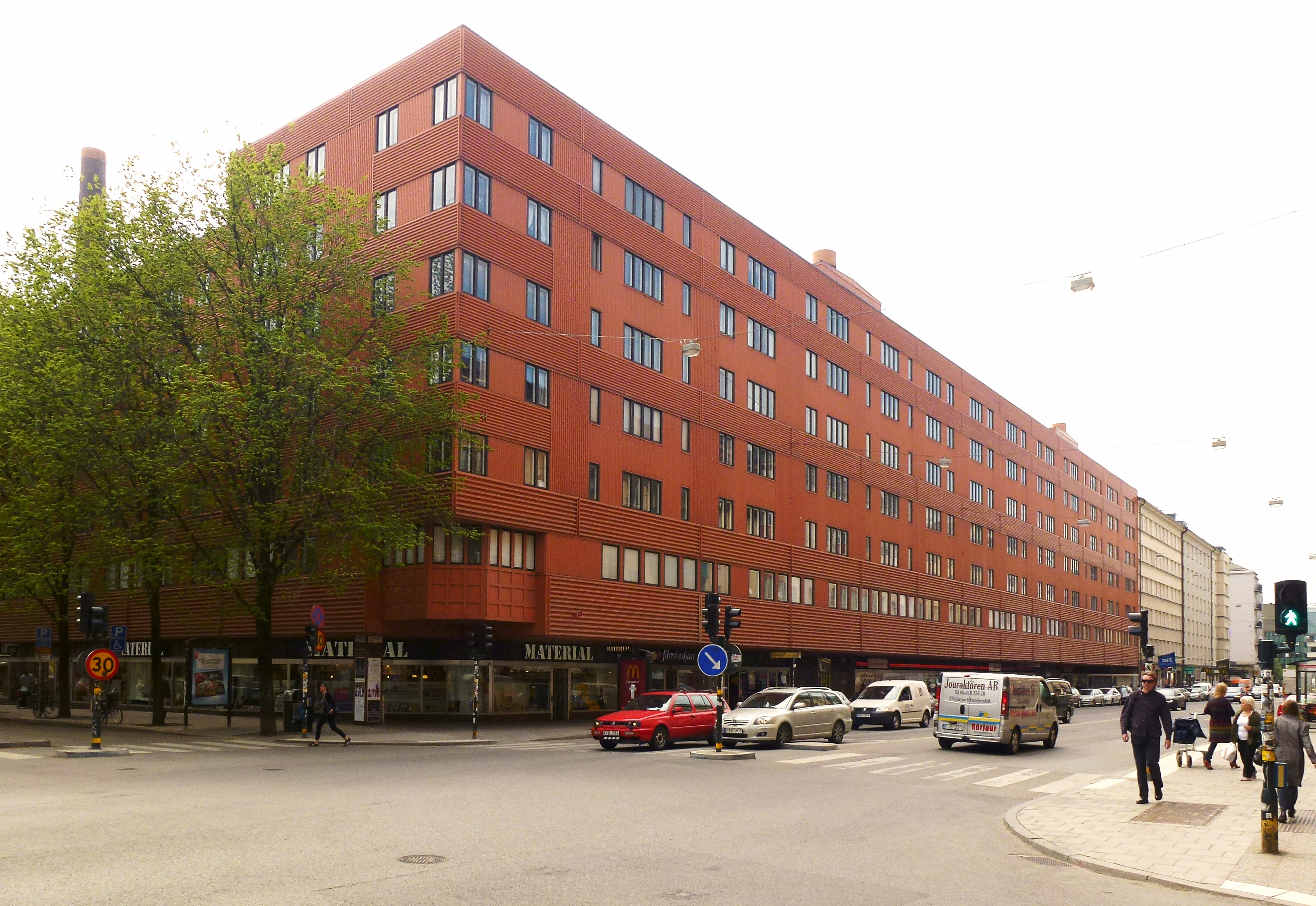

Gården omtalades i annonser som en grön oas mitt i staden, men det dröjde fram till 1976 innan alla 147 lägenheterna var sålda. Det är just innergården med sina numera uppväxta träd och riklig grönska som har uppmärksammats av bland annat Stockholms stadsmuseum. Museet funderar på att k-märka huset och enligt museet ger huset ”… ett mycket tidstypiskt uttryck i gatubilden. Och för en rik upplevelse av stadsmiljön måste alla tider vara representerade”.  Bengt Lindroos menade själv en gång: ”Jag har tidigare sagt att det är ett av de jävligaste hus jag ritat. Det var att ta i men jag anser att det var en jobbig byggprocess.”

### Bilder, gården

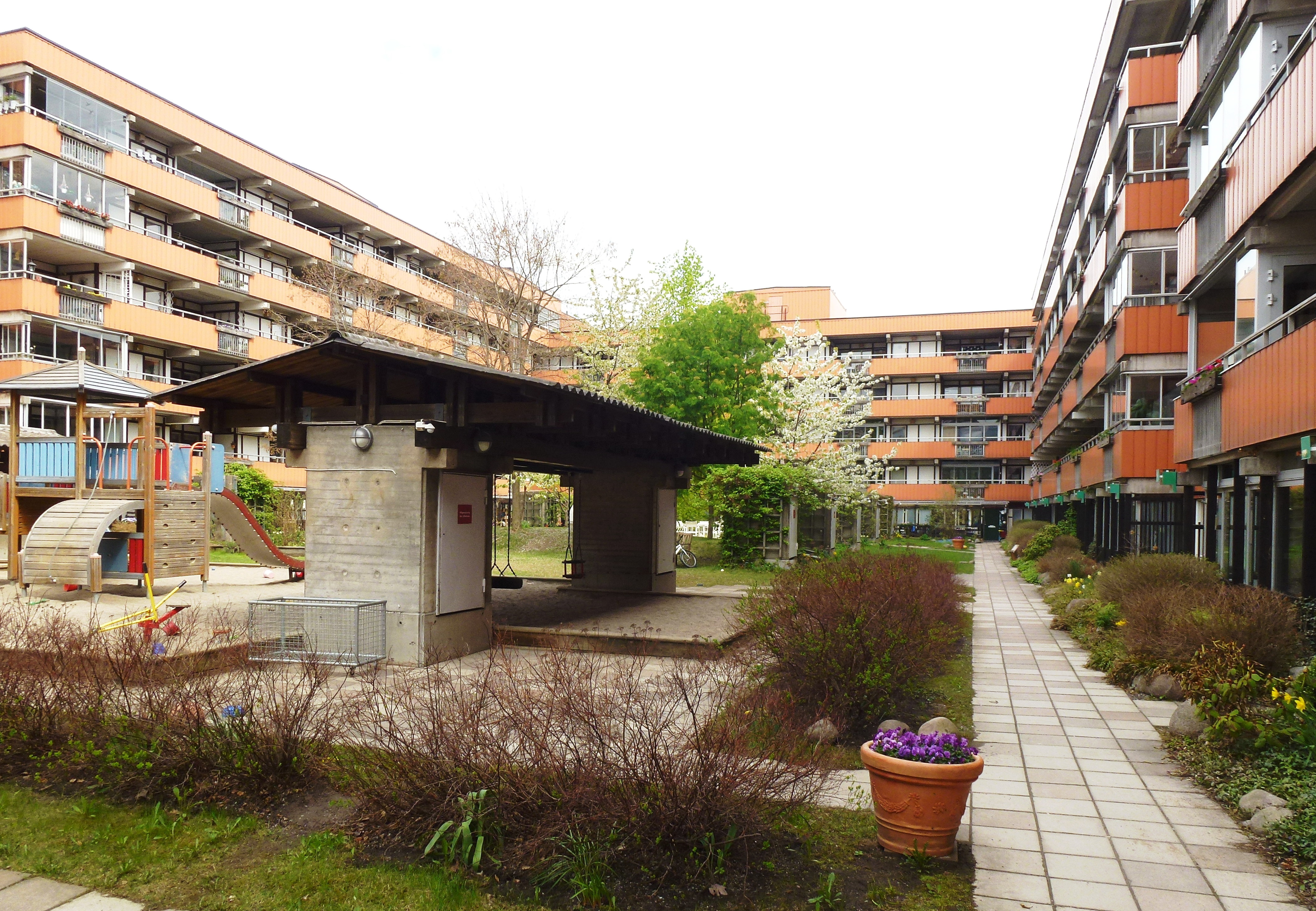
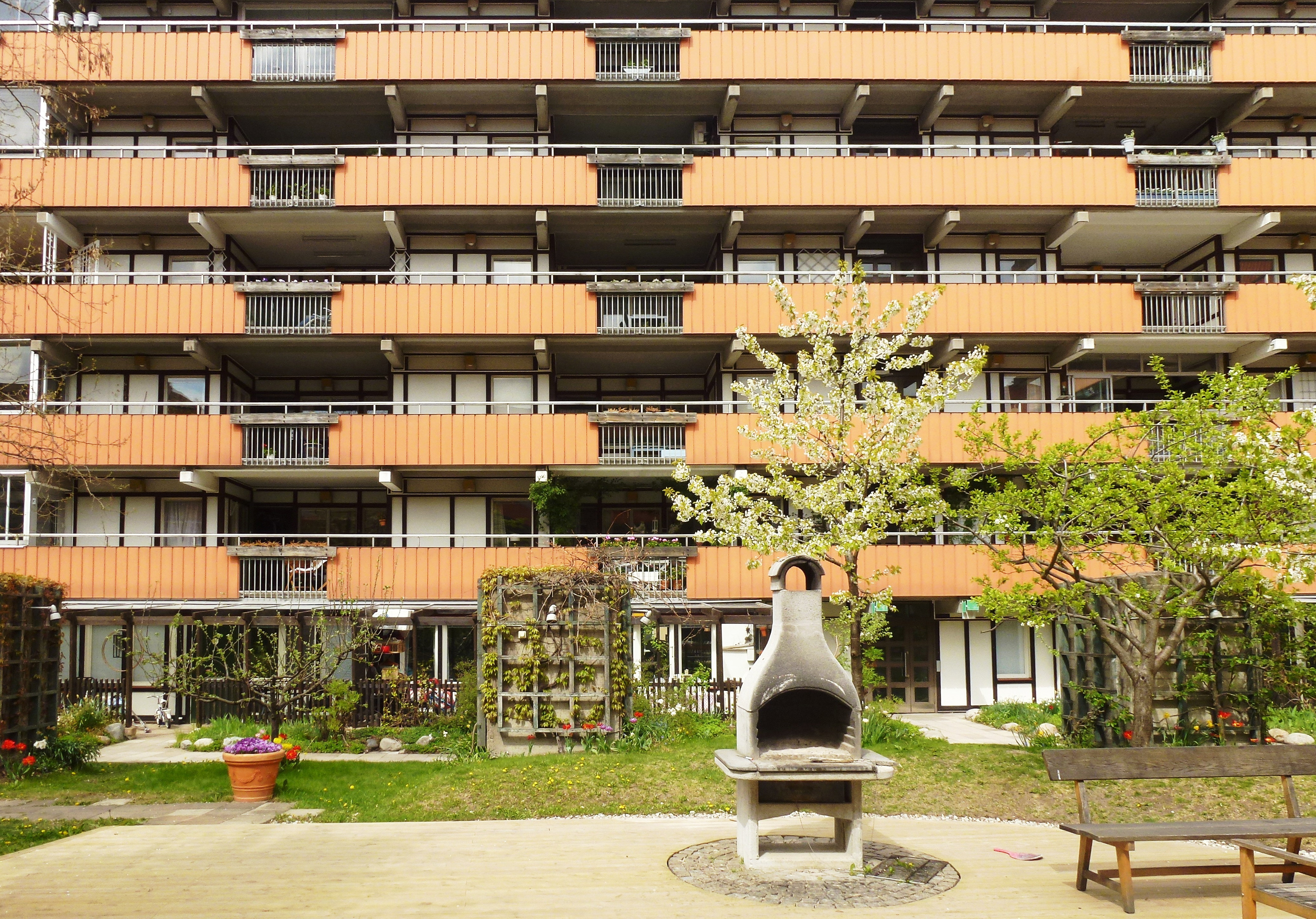
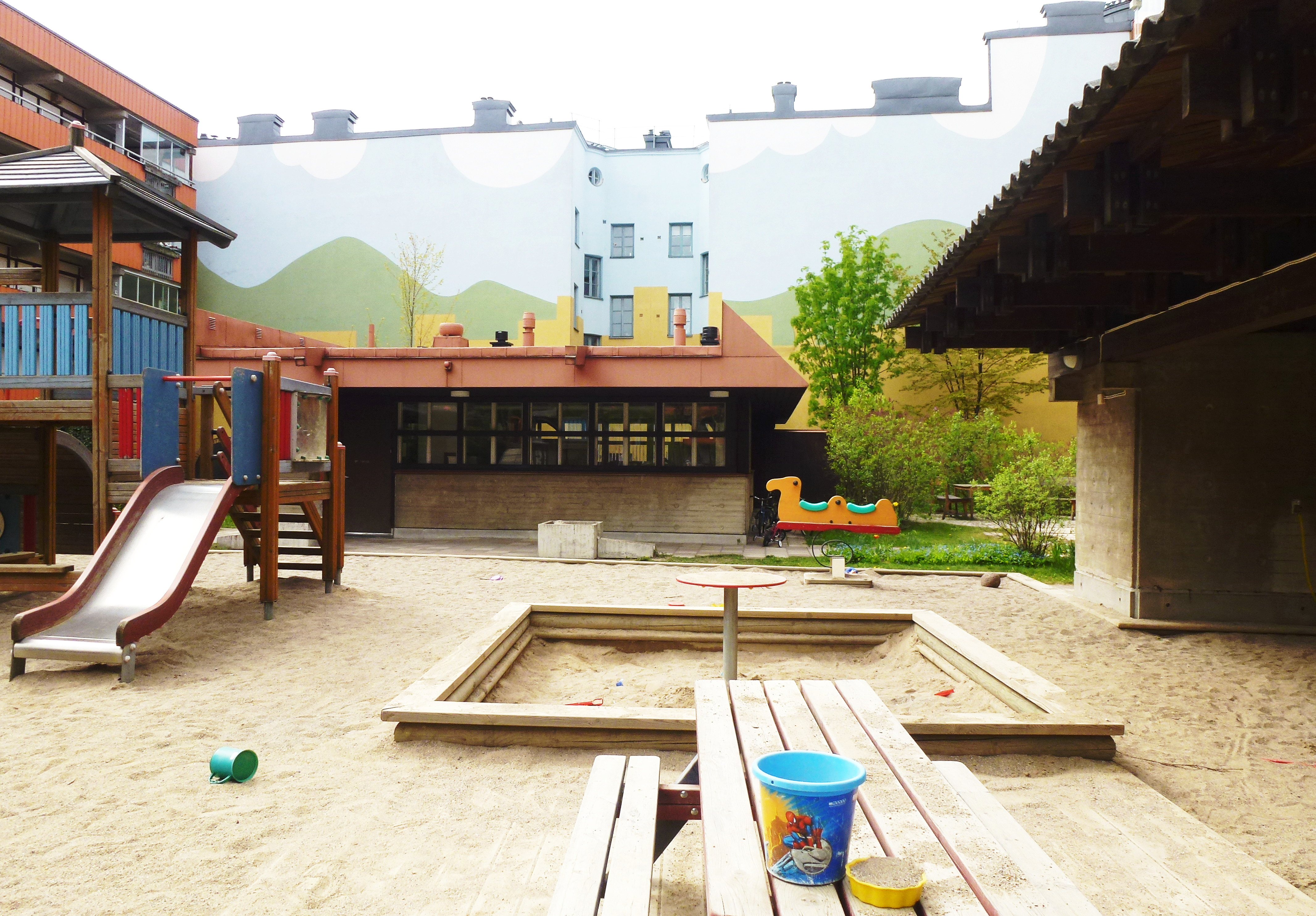
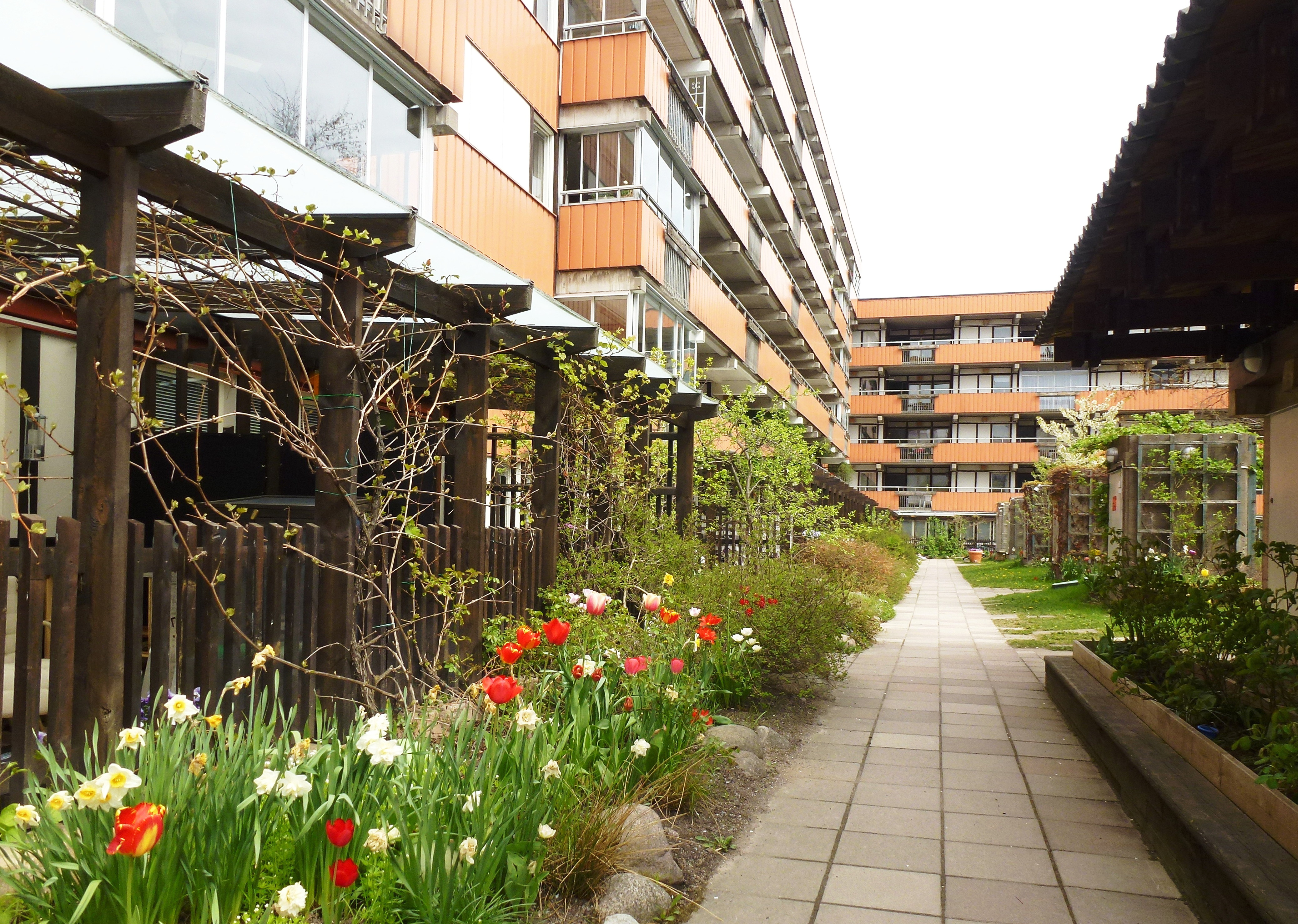